# Sharon Tate
Sharon Marie Tate (født 24. januar 1943, død 9. august 1969) var en amerikansk skuespillerinde, der blev myrdet i en af 1960'ernes mest omtalte mordsager i USA.

## Opvækst og ungdom
Sharon Tate blev født i Dallas i Texas og var den ældste af tre døtre af Paul og Doris Tate. Hendes familie flyttede meget rundt, og i løbet af sine første 16 år boede hun i seks forskellige stater. Hun havde besvær med at få tætte venner, og hendes familie beskrev hende som meget tilbageholdende med mangel på selvtillid. Da hun blev ældre, fortalte mange hende, hvor smuk hun var. Hun begyndte at deltage i skønhedskonkurrencer, og i 1959 vandt hun titlen "Miss Richland". Hendes far var officer i United States Army, og han blev overflyttet til Italien i 1960 og tog familien med sig. De bosatte sig i Verona, hvor Sharon gik i den amerikanske skole. Der fandt hun endelig gode venner, der også var fra USA, og de havde meget til fælles. Sharon og hendes venner blev interesseret i skuespil, da de opdagede at filmen Adventures of a Young Man blev filmet i nærheden, og de blev statister. En af filmens skuespillere Richard Beymer lagde mærke til Sharon Tate under optagelserne, og efter at de begyndte at komme sammen, opmuntrede han hende til at forsætte med skuespil. I de næste år fik hun biroller i flere film, uden at der kom noget særligt ud af det. 
Sharon Tate flyttede på egen hånd tilbage til USA for at finde arbejde som skuespiller, men da hendes mor fik nervesammenbrud, vendte hun igen tilbage til Italien. I 1962 flyttede hele familien tilbage til USA, og Sharon flyttede til Los Angeles, hvor hun kontaktede Richard Beymers agent Harold Gefsky. De begyndte at arbejde sammen, og hun fik en syvårig kontrakt med Filmways, Inc. i 1963. Imens hun arbejdede med små roller, mødte hun den franske skuespiller Philippe Forquet, og de blev forlovet. Forholdet endte voldeligt, og Sharon Tate blev indlagt på et hospital. I 1964 mødte hun Jay Sebring, som var en kendt hårstylist i Hollywood. De indledte et forhold, men Sharon afsluttede det, da han begyndte at snakke om ægteskab, og de forblev nære venner.

## Filmkarriere
I 1965 gav direktøren for Filmways, Inc., Martin Ransohoff, Sharon Tate hendes første store rolle som heks i filmen Det ondes magt (Eye of the Devil). Den blev filmet i London, og Jay Sebring rejste med hende. Efter filmoptagelsernes afslutning rejste Jay Sebring tilbage til Los Angeles, mens Tate blev i London, hvor hun kastede sig ud i modeverdenen og natklubberne. Der mødte hun den polske filminstruktør Roman Polanski. Han var i gang med filmen Vampyrernes nat (Dance of the Vampires), som var co-produceret af Martin Ransohoff, og denne insisterede på, at Polanski gav Tate en rolle i filmen. Hun fik rollen som Sarah Shagal og arbejdede tæt sammen med Polanski, da han selv havde hovedrollen. De begyndte at komme sammen, og efter at filmen var færdig, flyttede de sammen i hans lejlighed i London. Hun rejste tilbage til USA for at spille med i filmen Hvad laver du i min seng (Don't Make Waves), hvor hun spillede den unge pige Malibu, der var inspirationen til den populære barbiedukke "Malibu Barbie Doll". 
I marts 1967 udgav magasinet Playboy en artikel om Sharon Tate med seks nøgen- og næsten-nøgenbilleder taget af Polanski. Artiklen blev lavet for at fremme hendes karriere, og den blev indledt med teksten "This is the year that Sharon Tate happens...". Hun fik en rolle i storfilmen Dukkernes dal (Valley of the Dolls) sammen med Patty Duke og Barbara Parkins. Det gav hende en nominering til en Golden Globe Award. Under arbejdet med filmen fortalte Tate til Barbara Parkins, hvor forelsket hun var i Roman Polanski.

## Ægteskab med Polanski
I slutningen af 1967 flyttede Tate og Polanski tilbage til London, og den 20. januar 1968 giftede de sig i Chelsea. Efter nogen tid flyttede de til Los Angeles og kom med i den sociale high-class gruppe, som også inkluderede nogle af de mest succesrige mennesker i filmindustrien som Steve McQueen, Warren Beatty, Yul Brynner og Mia Farrow. 
I sommeren 1968 begyndte hun at arbejde på filmen Matt Helm og de hårde drenge (The Wrecking Crew). Her spiller hun Freya Carlson, som er en spion, der skal hjælpe agenten Matt Helm (Dean Martin) på en mission i Danmark. Under filmen udførte hun og medspilleren, Nancy Kwan, deres egne stunts, og de blev i den forbindelse undervist i kampsport af Bruce Lee. Filmen blev en stor succes, og Tate fik gode anmeldelser. 
I slutningen af 1968 blev hun gravid og flyttede sammen med Polanski på Cielo Drive i Benedict Canyon nordvest for Beverly Hills. I marts 1969 rejste hun til Italien for at medvirke i filmen 12 + 1, og Roman Polanski rejste til London for at lave en ny film. Efter afslutningen af optagelserne rejste Tate til London for at være sammen med Polanski. Den 20. juli rejste hun alene hjem til Los Angeles, hvor hun boede i sit hjem sammen med Polanskis venner, skuespilleren Wojciech Frykowski og hans kæreste Abigail Folger, arving til Folger's Coffee. De var blevet bedt om at bo sammen med Tate, fordi Polanski skulle blive i London i nogen tid, og han ville ikke have, at hun skulle være alene, mens hun var gravid. Han skulle vende tilbage den 12. august.

## Mordet
Den 8. august 1969 var den højgravide Sharon Tate hjemme sammen med Frykowski, Folger og Tates nære ven og eks-kæreste Jay Sebring. Den attenårige Steven Parent var der også for at besøge områdets vicevært. Omkring midnat brød fire medlemmer af Charles Mansons "familie" ind på grunden. Charles Watson, Susan Atkins og Patricia Krenwinkel forsatte ind mod huset, mens Linda Kasabian blev tilbage. Først skød Charles Watson Steven Parent fire gange. Steven Parent sad i sin bil og var på vej hjem. Så brød Watson, Atkins og Krenwinkel ind i huset, hvor de slog Sharon Tate og hendes tre venner ihjel med knivstik. 
Dagen efter blev ligene opdaget af stuepigen, som tilkaldte politiet. Sharon Tate og Jay Sebring blev fundet inde i stuen, mens Abigail Folger og Wojciech Frykowski blev fundet på græsplænen. Steven Parent blev fundet i sin bil. På fordøren var ordet "PIG" (gris på engelsk) skrevet med Sharon Tates blod. Først anholdt politiet viceværten William Garretson, som boede i gæstehuset. Han havde ikke opdaget noget den nat, erklærede sig uskyldig og blev løsladt dagen efter. 
Susan Atkins kom i november i fængsel for en anden sag, og der fortalte hun sin cellekammerat, Virginia Graham, at hun var med at til slå skuespilleren Sharon Tate ihjel. Virginia Graham fortalte det til politiet, som straks anholdt Charles Manson og nogle medlemmer af hans "familie", deriblandt Charles Watson, Patricia Krenwinkel, Leslie Van Houten og Linda Kasabian. 
Linda Kasabian havde ikke været med til drabene, men hun var med på turen. Mod at få sin frihed vidnede hun mod de øvrige medlemmer. Den 29. marts 1971 blev de alle fundet skyldige i mord og blev idømt livstidsstraf. Indtil videre sidder de alle stadig i fængsel.  
Susan Atkins, kvinden der slog Sharon Tate ihjel, døde i fængsel den 24. september 2009 af kræft i hjernen.  
Charles Manson døde den 19. november, 2017.  
Linda Kasabian døde den 21. januar, 2023. 
Leslie Van Houten blev prøveløsladt 2023. 

## Eftermæle
Sharon Tate blev begravet med sin ufødte søn i "The Holy Cross Cemetry" i Culver City, California i 1969.
Efter hendes død blev der lagt en stjerne for Sharon Tate på The Hollywood Walk of Fame.
Efter Sharons mord, flyttede Roman Polanski ud af huset på Cielo Drive. Husets sidste beboer var musiker Trent Reznor, der flyttede ind tidligt i 90'erne. Han byggede et lydstudie i huset og døbte det "Pig", som refererer til ordet der blev malet på fordøren med Sharons blod. Han flyttede ud af huset igen i 1993, fordi der var for meget historie i huset. Han påstår han ikke vidste, at et af Manson mordene fandt sted i huset, da han lejede det. Reznor tog fordøren med sig da han flyttede. 
I 1994 besluttede ejeren at rive huset ned. Adressen blev ændret, og der blev bygget et nyt palæ, der blev døbt Bella Villa. Det bliver lejet af amerikansk TV-producer Jeff Franklin. 

## Filmografi
- Vampyrernes nat (1967)
- Matt Helm og de hårde drenge (1968)